# Batiscopio

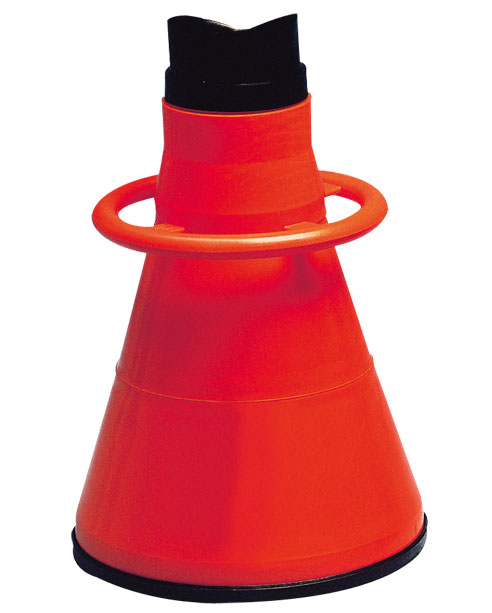
Un batiscopio.

Un batiscopio (talvolta chiamato anche specchio), è uno strumento ottico per l'osservazione dei fondali marini e lacustri che elimina i riflessi e le distorsioni indotte dalle onde e la rifrazione della luce sull'acqua e aria, ed è per questo motivo utilizzato anche nei bassi fondali per la ricerca archeologica, la fotografia subacquea o nelle operazioni di ricerca e soccorso da parte di unità navali costiere.
Consiste in un cilindro o cono dotato di maniglie chiuso alle due estremità da vetro o plastica trasparente, una volta era fabbricato in rame mentre oggi si trova in plastica.